# Scoglio Castellina
Lo scoglio Castellina (in croato Kaštelina) è uno scoglio disabitato della Croazia, che fa parte dell'arcipelago delle isole Quarnerine ed è situato a est dell'isola di Arbe e a ovest della costa dalmata.
Amministrativamente appartiene al comune di Loparo, nella regione litoraneo-montana.

## Geografia
Nel punto più ravvicinato, Castellina dista 10 km dalla terraferma. Situato nel canale della Morlacca, dista 100 m dalla costa orientale dell'isola di Arbe.
Castellina è uno scoglio allungato a forma di L rovesciata che, insieme ad altri scogli e rocce senza nome, divide porto Sarca (uvala Crnika) dalla baia omonima (uvala Kaštelina), nella parte sudorientale del comune di Loparo. Misura 150 m sul lato lungo e 65 m su quello corto. Possiede una superficie di 0,0064 km² e ha uno sviluppo costiero pari a 0,414 km.
Nei pressi delle estremità dello scoglio si trovano due scogli più piccoli, mentre numerose rocce punteggiano le acque attorno ad esso, soprattutto nel tratto di mare che lo separa da Arbe.